# Kizuna (Manga)
Kizuna ist ein Manga von Kazuma Kodaka. Der Manga lässt sich ins Genre des Yaoi einordnen und wurde in Form von zwei OVA-Reihen animiert.

## Handlung
Über mehrere Jahre werden zwei Paare und deren Beziehung zueinander verfolgt. Das sind zum einen Kei Enjoji und Ranmaru Samejima, die sich schon seit der Oberschule kennen. Und zum anderen Kai Sagano und Masanori Araki, der Kai seit seiner Geburt beschützt.

## Hauptcharaktere
Ranmaru Samejima opferte seine Freizeit während seiner Jugendzeit ausschließlich für das Kendo, in welchem er seit frühester Kindheit von seinem Großvater unterrichtet wurde, welcher auch seine Erziehung übernahm, da Ranmarus Mutter nach einer schweren Krankheit starb und sein Vater bis Band 10 verschwunden war.
Seinen Freund und Geliebten Kei Enjoji lernte er während der Mittelschule kennen, aber bis zur Oberschule trennen sich ihre Wege. Und obwohl er sich am Anfang gegen seine Gefühle wehrte, wurden die beiden ein Paar und heirateten im Verlaufe der Geschichte sogar. Dies geschah allerdings nur rein symbolisch, da ein standesamtlicher Hochzeitsakt unter Gleichgeschlechtlichen in Japan nicht erlaubt und Homosexualität noch immer verpönt ist.
Kei Enjoji ist Sohn eines Yakuza-Bosses und dessen Geliebter, einer Geisha. Seine Mutter, die den Kontakt zu Keis Vater vollständig abbrach, starb nach langer und schwerer Krankheit. Fortan war er auf sich allein gestellt. In dieser schweren Zeit wurde er von Ranmaru Samejima begleitet, in den er sich bereits beim ersten Treffen in der Mittelschule verliebte und ihn von diesem Augenblick an mehr als deutlich hofierte. Kei hat außerdem einen Halbbruder, Kai Sagano, welcher der Sohn ihres gemeinsamen Vaters und dessen Ehefrau ist.
Kai Sagano ist der Sohn des gleichen Yakuza-Bosses und Halbbruder von Kei Enjoji. Seine Mutter starb, als Kai zwei Jahre alt war. Nach ihrem Tod kümmerte sich vor allem der Yakuza-Clan um sein körperliches und geistiges Wohl, allen voran Masanori Araki, der ihm jeden Wunsch von den Lippen abzulesen scheint, was aus Kai einen ziemlich verwöhnten Jungen und später Erwachsenen machte, der nur das Durchsetzen seines eigenen Willens im Sinn hat. Kai ist zu Beginn der Geschichte in Ranmaru Samejima verliebt, entdeckt aber später seine Liebe zu Masanori Araki, der in ihm zunächst jedoch keinen Geliebten sieht und ihn regelmäßig auf schmerzhafte Weise zurückweist.
Masanori Araki ist der Juniorboss des Yakuza-Clans, der seit seinem Beginn beim Clan als Bodyguard für Kai Sagano fungiert. Am Anfang verbindet beide nur eine tiefe Zuneigung füreinander: Masanori ist für seinen Schützling Vater, Mutter und Bruder zugleich. Von Kais Annäherungsversuchen bedrängt, weist dieser ihn zunächst zurück, was jedoch mehr eine Frage von Moral als unerwiderter Liebe ist, da Masanori zum einen fast siebzehn Jahre älter und zum anderen Kais Vater unterstellt ist. Bald wird er sich jedoch über seine wahren Gefühle zu Kai Sagano klar.

## Veröffentlichung
Der Manga erschien in Japan von 1992 bis 2008 im Magazin Be×Boy und wurde vom Verlag Biblos und später Libre in elf Sammelbänden herausgebracht. In Deutschland wurde er ab Sommer 2003 bei Carlsen Comics veröffentlicht. Zu diesem Zeitpunkt war er der zweite Yaoi-Manga, der von einem deutschen Verlag veröffentlicht wurde. Der erste war Zetsuai von Minami Ozaki im Jahr 2000. Alle 11 Bände der Serie sind auf Deutsch erschienen. Die deutsche Übersetzung stammt von Nina Olligschläger.
Der Manga erschien in Deutschland mit der Aufschrift empfohlen ab 16, unterlag jedoch keiner Altersbeschränkung oder Zensur.

## Anime
1994 wurde auf den Manga basierend eine OVA in 2 Teilen veröffentlicht. 2001 folgte eine weitere, produziert von Zexcs.